# VII Korpus (USA)
VII Korpus – wyższy związek taktyczny Armii Stanów Zjednoczonych.

## Struktura organizacyjna
W 1989
- dowództwo Korpusu – Stuttgart
- 1 Dywizja Pancerna – Ansbach
- 1 Dywizja Zmechanizowana – Fort Riley
- 3 Dywizja Zmechanizowana – Würzburg
- 4 Kanadyjska Zmechanizowana Grupa Brygadowa – Lahr
- 2  pułk kawalerii pancernej – Norymberga